# 卡夫斯凯
49°21′37″N 23°48′12″E / 49.36028°N 23.80333°E
卡夫斯凯（烏克蘭語：Кавське），是烏克蘭西部利沃夫州斯特雷區斯特雷市镇内的村落。處於科洛德尼察河畔，始建於1334年，面積26.6平方公里，海拔高度282米，2001年人口1,453。